# 太白山凤丫蕨
太白山凤丫蕨（学名：Coniogramme taipaishanensis）为裸子蕨科凤丫蕨属下的一个种。

## 扩展阅读
- 維基物種上的相關：太白山凤丫蕨